# Jacques Soufflet
Jacques Soufflet (* 4. Oktober 1912 in Lesbœufs, Département Somme; † 9. Januar 1990 in Neuilly-sur-Seine, Département Hauts-de-Seine) war ein französischer Offizier und Politiker der Union pour la Nouvelle République (UNR), Union Démocratique du Travail (UDT), Union des Démocrates pour la Ve République (UDR) sowie Union pour la défense de la République (UDR), der zwischen 1959 und 1974 Senator für das Département Seine-et-Marne sowie zuletzt das Département Yvelines war und von 1974 bis 1975 Verteidigungsminister (Ministre des Armées) war.

## Leben

### Militärische Ausbildung, Zweiter Weltkrieg und Résistance
Soufflet, Sohn eines Landwirts, trat nach dem Schulbesuch 1930 als Kadett in die Militärschule Saint-Cyr ein und schloss dieses 1932 als Unterleutnant ab. Im Anschluss trat er als Offizier in die Luftstreitkräfte (Armée de l’air) ein und absolvierte daraufhin die Luftwaffenschule. Danach trat er 1934 in das 52. Aufklärungsgeschwader (52e Escadre de Reconnaissance) in Longvic, ehe er zwischen 1936 und Herbst 1938 in Französisch-Westafrika eingesetzt wurde. Danach war er bis zum Beginn des Westfeldzuges im Zweiten Weltkrieg im Mai 1940 Adjutant des Kommandanten einer Fliegerschule auf dem Flugplatz der Militärschule Saint-Cyr (Aérodrome de Saint-Cyr-l’École).
Nach der sich abzeichnenden Kapitulation Frankreichs und dem Waffenstillstand von Compiègne am 22. Juni 1940 durch Philippe Pétain entschloss sich Soufflet mit einigen seiner Kameraden den Kampf gegen die deutsche Wehrmacht fortzusetzen und begab sich daraufhin ins Vereinigte Königreich. Nachdem er in der Folgezeit zweimal Charles de Gaulle getroffen hatte, nahm er am 24. September 1940 am Gefecht von Dakar (Operation Menace) teil, dem erfolglosen Versuch der Alliierten, den strategisch wichtigen Hafen Dakar in Französisch-Westafrika unter ihre Kontrolle zu bringen. Die Streitkräfte des Vichy-Regimes von Pétain zeigten sich jedoch loyal zu ihrem Staat und verteidigten Dakar gegen die vormaligen Verbündeten, so dass er in Kriegsgefangenschaft geriet. 
Im Anschluss wird er nach Paris gebracht und zunächst verurteilt, ehe er nach seiner Begnadigung Inspektor im Generalkommissariat für Sport des Vichy-Regimes wurde. Allerdings stand er weiterhin in Opposition zum Regime, trat der Résistance bei und begab sich daraufhin Ende 1942 über Spanien erneut nach Großbritannien, wo er sich abermals de Gaulle und dessen Forces françaises libres anschloss. Nach Einsätzen bei der Jagdflugzeug-Gruppe Alsace wurde er schließlich Kommodore der Bomber-Gruppe Lorraine und führte seine Einheiten bei zahlreichen operativen Einsätzen bis zur Befreiung Frankreichs. Danach wurde er als Oberstleutnant Mitarbeiter im Kabinett von General de und wurde für seine Furchtlosigkeit und seinen Mut am 28. Mai 1945 mit dem Ordre de la Libération ausgezeichnet.

### Wirtschaftsmanager in der Nachkriegszeit und
Nach dem Rücktritt von Charles de Gaulle als Präsident der Provisorischen Regierung schied Soufflet aus dem Militärdienst aus und begann eine berufliche Tätigkeit bei verschiedenen Transport- und Luftverkehrsunternehmen der Privatwirtschaft, ehe er zuletzt im Mai 1958 stellvertretender Generaldirektor von Air Algérie wurde. Daneben engagierte er sich als Präsident des Freundeskreises der Forces aériennes françaises libres, der Luftstreitkräfte der Forces françaises libres.
Zu dieser Zeit begann er auch sein politisches Engagement in der Union pour la Nouvelle République (UNR) und wurde deren Generaldelegierter für die Île-de-France.

### Senator

#### Wahlperiode 1959 bis 1968
Bei den ersten Senatswahlen der Fünften Französischen Republik 1959 nahm Soufflet auf der von Jacques Richard angeführten gemeinsamen Liste von UNR, Centre national des indépendants et paysans (CNI) und der moderaten Republikaner der bisherigen Rassemblement des gauches républicaines (RGR) im Département Seine-et-Marne den dritten Platz ein und wurde zum Senator gewählt, nachdem die Liste mit 1113 von 3861 Stimmen 28,8 Prozent erhielt und drei von acht Senatoren des Departements stellen konnte.
Nach seiner Wahl schloss sich Soufflet der Fraktion der UNR ein und war zunächst zwischen Mai 1959 und Oktober 1960 Mitglied des Wirtschafts- und Planungsausschusses (Commission des Affaires économiques et du Plan), ehe er im Anschluss Mitglied des Ausschusses für Finanzen, Haushaltskontrolle und wirtschaftliche Gesamtrechnung der Nation (Commission des Finances, du Contrôle budgétaire et des Comptes économiques de la Nation) wurde. In dieser Zeit war er zwischen 1960 und 1962 auch Sonderberichterstatter für Verteidigungsausgaben sowie zugleich von 1961 bis 1962 Berichterstatter für die Haushaltsmittel für ehemalige Soldaten und Kriegsopfer und stimmte am 2. Februar 1960 für die Einführung der Sonderrechte für Regierungstruppen während der Woche der Barrikaden in Algerien.
Im Oktober 1962 wechselte Soufflet als Mitglied in den Ausschuss für Auswärtige Angelegenheiten, Verteidigung und Streitkräfte (Commission des Affaires étrangères, de la Défense et des Forces Armées). Er wurde zugleich Sekretär des Senats und bekleidete diese Position bis 1965. Ferner war er am 17. Juni 1963 Berichterstatter des Gesetzes für die Ratifizierung des Élysée-Vertrages, der die Stärkung der deutsch-französischen Beziehungen vorsah.
Die Stellung der gaullistischen Senatsmitglieder in den 1960er Jahren war nicht komfortabel. Nachdem Senatspräsidenten Gaston Monnerville eine Kampagne gegen das von de Gaulle stark gewünschte Referendum zur Direktwahl des Staatspräsidenten (Référendum français sur l'élection au suffrage universel du président de la République) führte, bei dem letztlich 62,5 Prozent der Wahlberechtigten für eine Direktwahl ab 1965 stimmten, erschienen kaum noch Minister zu den Senatssitzungen im Palais du Luxembourg, sondern entsandten zumeist die Staatssekretäre der jeweiligen Ressorts. Dies ließ sich auch darauf zurückführen, dass Monnerville dabei den Begriff forfaiture (Amtsmissbrauch) für das Verhalten von Ministerpräsident Georges Pompidou verwendete, der das Referendum unterzeichnete.
Auf der Senatssitzung vom 11. Mai 1965 gehörte er zu den Unterstützern der Reform des ehelichen Güterrechts. Andererseits scheute er sich jedoch auch nicht, gegen die Mehrheit im Senat zu stimmen, auch wenn ihm dies die Gegnerschaft de Gaulles einbrachte. So stimmte er beispielsweise auf der Sitzung vom 15. November 1965 gegen den Haushaltsentwurf für das Jahr 1966 der Regierung von Premierminister Georges Pompidou und begründete dies damit, dass er die Unabhängigkeit, Einfluss und Sicherheit Frankreichs nicht mehr gewährleistet sah. Im Herbst 1966 war er Berichterstatter für den Luftwaffenhaushalt und wurde zugleich Vorsitzender der Gruppe der Gaullisten im Senat. An der Abstimmung zur Legalisierung von Medikamenten zur Empfängnisverhütung am 5. Dezember 1967 nahm er nicht teil.

#### Wahlperiode 1968 bis 1974

##### Fraktionsvorsitzender der UDR
Bei der Senatswahl vom 22. September 1968 kandidierte Soufflet für das Département Yvelines und schloss sich nach seiner Wiederwahl der Union pour la défense de la République (UDR) an. Er wurde mit 446 von 1418 Stimmen (31,5 Prozent) auf einer Liste wiedergewählt, die von der Liste des ehemaligen Ministers und Mitglied der Union démocratique et socialiste de la Résistance (UDSR), Édouard Bonnefous, der nunmehr für die Gauche Démocratique (GD) antrat, angeführt wurde, und die linke Antigaullisten und ehemalige Mitglieder der Parti républicain, radical et radical-socialiste (RRRS) wie Jean-Paul David vereinigte.
Nach der Wahl wurde Soufflet Mitglied des Ausschusses für Verfassungsrecht, Gesetzgebung, Wahlrecht, Ordnung und allgemeine Verwaltung (Commission des Lois Constitutionnelles, de Législation, du Suffrage universel, du Règlement et d’Administration générale). Während der öffentlichen Sitzungen war er Sprecher seiner Fraktion und brachte für die Gaullisten unter anderem am 25. Oktober 1968 das als liberal betrachtete Hochschulgesetz oder begründete am 25. Oktober 1968 für den Senat die Ablehnung des Haushaltsplans für 1969.
Auf dem Höhepunkt der Konfrontation zwischen der Senatsmehrheit und Staatspräsident Georges Pompidou, ein paar Tage vor der Volksabstimmung zur Senatsreform und Regionalisierung (Référendum sur la réforme du Sénat et la régionalisation) vom 27. April 1969, wies er am 8. April 1969 die Angriffe von Senatoren Pierre Marcilhacy, Louis Namy und Dominique Pado zurück mit den Worten: „Wenn Frankreich eine Republik ist, wem gehört sie dann?“ (‚Si la France est en République, à qui le doit-elle?‘).
Die Prüfung des VI. Plans für wirtschaftliche und soziale Entwicklung ermöglicht es ihm, daran erinnern, dass die Verbesserung der Situation für die Unternehmen die erste Voraussetzung ist für die Produktion von mehr Gütern und damit von mehr Wohlstand. Dabei hob er in der Senatssitzung vom 24. Juni 1971 hervor, dass durch eine Vielzahl von Arbeitsniederlegungen und Streiks dieses Produktionsziel nicht zu erfüllen sei.
Der Einfluss Soufflets als Vorsitzender der Union pour la défense de la République (UDR) im Senat nahm allerdings nach dem Scheitern der Volksabstimmung vom 27. April 1969 und der Niederlage von Alain Poher bei der Präsidentschaftswahl im Juni 1969 ab, da ein Teil der Zentristen und auch ein wesentlicher Teil der Parteilosen nunmehr die Regierung des neuen Premierministers Jacques Chaban-Delmas unterstützte.

##### Vizepräsident des Senats
Im Oktober 1971 trat Soufflet als Vorsitzender der Fraktion der UDR zurück, um das Amt des Vizepräsidenten des Senats anzunehmen. Er war damit einer der Stellvertreter von Alain Poher, der dieses Amt seit 1968 als Nachfolger von Gaston Monnerville bekleidete. 
In der Funktion als Vizepräsident leitete er zwischen Oktober 1971 und Frühjahr 1974 52 öffentliche Sitzungen des Senats. Daneben war er 1972 Berichterstatter bei vier Gesetzgebungsverfahren, die die Zivilluftfahrt betrafen. In der Debatte zum Gesetz zur Schaffung und Organisation der Regionen, das von der Parti Communiste abgelehnt wurde, sprach er sich am 29. Juni 1972 zu Gunsten des Gesetzes aus. Durch das Gesetz wurde den Regionen die Stellung einer juristischen Person des öffentlichen Rechts (Établissement public) erteilt.

### Verteidigungsminister 1974 bis 1975
Anders als andere führende Politiker der traditionellen Gaullisten wie Jacques Chaban-Delmas, Michel Debré oder Olivier Guichard unterstützte er den jungen UDR-Politiker und damaligen Innenminister Jacques Chirac.
Nachdem Chirac nach der Wahl von Valéry Giscard d’Estaing zum Staatspräsidenten am 27. Mai 1974 von diesem zum Premierminister ernannt worden war, wurde Soufflet am 28. Mai 1974 Verteidigungsminister (Ministre des Armées) im ersten Kabinett Chirac. Die Medien hoben dabei seine Qualitäten als Absolvent der Militärschule Saint-Cyr sowie als Fachmann für Verteidigungspolitik hervor. Seinen Sitz im Senat übernahm daraufhin Jean Bac.
Sehr schnell sah sich Soufflet einer Konfrontation mit einer unerwartet großen Bewegung von Wehrpflichtigen ausgesetzt, die ein „Soldatenkomitee“ bildeten, um neue Rechte einzufordern. Seine Ablösung als Minister nach nur wenigen Monaten Amtszeit am 31. Januar 1975 durch Yvon Bourges wurde von vielen ablehnend betrachtet. Im Anschluss zog er sich weitgehend aus dem politischen Leben zurück und übernahm nur einige kleinere Aufgaben innerhalb der UDR.
Der ehemalige Senator, der niemals ein Mandat in der Kommunalpolitik bekleidete, wurde nach seinem Ausscheiden aus dem Kabinett Mitglied der Beiräte der Ehrenlegion sowie des Ordre de la Libération. Er selbst war Kommandeur der Ehrenlegion, Träger des Croix de guerre 1939–1945, der Médaille de la Résistance sowie des Distinguished Flying Cross des Vereinigten Königreiches.